# Saint-Laurent-des-Bois (Eure)
Saint-Laurent-des-Bois – miejscowość i gmina we Francji, w regionie Normandia, w departamencie Eure.
Według danych na rok 1999 gminę zamieszkiwało 171 osób, a gęstość zaludnienia wynosiła 51 osób/km² (wśród 1421 gmin Górnej Normandii Saint-Laurent-des-Bois plasuje się na 717. miejscu pod względem liczby ludności, natomiast pod względem powierzchni na miejscu 816.).